# ARBV Punta Brava (BO-11)
El ARBV Punta Brava (BO-11), es un  buque oceanográfico de la Armada de Venezuela de 61,7 metros de eslora y 1180 toneladas de desplazamiento.
Fue construido por el construcctor naval español Bazan de Construcciones Navales Militares en su astillero de San Fernando (Cádiz). 
Es un buque concebido para la investigación hidro-oceanográfica, la evaluación de recursos naturales renovables y no renovables del mar. Cuenta con los más avanzados equipos, laboratorios y sistemas hidro-oceanográficos para efectuar estudios en los espacios marítimos, fluviales y lacustres de toda la geografía venezolana.